# Арлін Шарп
Арлін Гелен Шарп (англ. Arlene Helen Sharpe, народилася в 1953 році) — американський імунолог, професор порівняльної патології Джорджа Фабіана Гарвардської медичної школи. Розкрила механізм роботи білка-імуноглобуліну PDCD1, що програмують клітинну смерть.
Арлін Шарп здобула диплом бакалавра з біохімії у коледжі Редкліфф, ступінь доктора медицини здобула у Гарвардському університеті (Гарвардська медична школа), в 1982 році, та Ph. D. з мікробіології в 1981 році.

## Нагороди та визнання
- 1993:Beckman Young Investigators Award[en]
- 2006:член Американської асоціації сприяння розвитку науки
- 2014:Премія Вільяма Колі[en]
- 2015:Laguna Biotech CEO Forum Award Winner Hall of Fame
- 2016:Thomson Reuters Citation Laureates
- 2017:Премія фундації Воррена Альперта[en]
- 2018:член Національної Академії Наук США

## Доробок
- mit A. K. Abbas: T-cell stimulation: an abundance of B7s, Nat Med., Band 5, Dezember 1999, S. 1345–1346.
- mit Gordon Freeman, Tasuku Honjo u. a.: Engagement of the Pd-1 Immunoinhibitory Receptor by a Novel B7 Family Member Leads to Negative Regulation of Lymphocyte Activation, J. Exp. Medicine, Band 192, 2000, S. 1027
- mit Gordon Freeman: The B7–CD28 superfamily, Nature Reviews Immunology, Band 2, 2002, S. 116–126
- mit Yvette Latchman, Honjo, Freeman u. a.: PD-L2 is a second ligand for PD-1 and inhibits T cell activation, Nature Immunology, Band 2, 2001, S. 261–268
- mit E. John Wherry, Rafi Ahmed, Gordon Freeman: The function of programmed cell death 1 and its ligands in regulating autoimmunity and infection, Nature Immunology, Band 8, 2007, S. 239–245
- mit S. H. Baumeister, G. J. Freeman, G. Dranoff: Coinhibitory Pathways in Immunotherapy for Cancer, Annual Review of Immunology, Band 34, 2016, S. 539–573
- mit P. T. Sage: T follicular regulatory cells, Immunol Rev., Band 271, 2016, S. 246–259
- mit S. L. McArdel, C. Terhorst: Roles of CD48 in regulating immunity and tolerance, Clin Immunol., Band 164, 2016, S. 10–20